# Tofane
Tofane es un grupo montañoso en las Dolomitas italianas al oeste de Cortina d'Ampezzo, en la provincia de Belluno, Véneto, Italia septentrional. La mayor parte del Tofane queda dentro del Parco naturale delle Dolomiti d'Ampezzo, un parque natural.

## Picos
Los picos más altos del grupo Tofane son Tofana di Mezzo (3.244 m), Tofana di Dentro (3.238), y Tofana di Rozes (3.225 m). Tofana di Mezzo es el tercer pico en altura de los Dolomitas, después de la Marmolada (3.343 m) y el Antelao (3.262 m). Los tres picos más altos fueron conquistados por vez primera por Paul Grohmann junto con los guías de montaña locales, en 1863 (di Mezzo), 1864 (di Rozes) y 1865 (di Dentro).

## Geología
Las Dolomitas se formaron durante el período Cretácico, hace aproximadamente 60 millones de años, debido a la colisión de los continentes africano y europeo. Tofane está formada en gran medida por roca tipo dolomía del Triásico Superior. Se notan los estratos doblados, y las montañas firmalmente se formaron por el viento, la lluvia, los glaciares y los ríos.

## Turismo

### Acceso
Un sistema de teleférico (Freccia nel Cielo, "Flecha en el cielo") va desde Cortina casi a la cumbre del Tofane di Mezzo. Hay sólo un corto paseo desde la cabina superior del cable hasta la cumbre. Alternativamente las vías ferratas VF Punta Anna y VF Gianna Aglio pueden usarse para alcanzar Tofane di Mezzo.

### Refugios
Algunos de los refugios en el Tofane son el Rifugio Angelo Dibona (2.083 m), el Rifugio Giussani (2.580 m), el Rifugio Duca d'Aosta (2.098 m), y el Rifugio Pomedes (2.303 m).

### Vía ferratas
Las vías ferratas de Tofane son VF Punta Anna y VF Gianna Aglio en Tofana di Mezzo, VF Lamon y VF Formenton en Tofana di Dentro, y VF Giovanni Lipella en Tofana di Rozes, donde también hay sistemas de túneles de la Primera Guerra Mundial.

## Historia
Durante la Primera Guerra Mundial el Tofane fue campo de batalla para choques entre las fuerzas italianas y las austriacas. La línea del frente cruzaba estas montañas. El mismo monte Tofane albergó los acontecimientos de esquí alpino en los Juegos Olímpicos de Invierno de 1956.